# یاماتو-داماشی
یاماتو-داماشی، روح ژاپنی (به ژاپنی: 大和魂 Yamato-damashii) یا یاماتو گوکورو (به ژاپنی: Yamato-gokoro 大 和 心) قلب/ذهن ژاپنی است. اصطلاحی به زبان ژاپنی برای ارزش‌ها و خصوصیات فرهنگی مردم ژاپن است. این عبارت در دوره هی‌آن برای توصیف «روح» یا ارزش‌های فرهنگی بومی ژاپن در مقابل ارزشهای فرهنگی ملت‌های خارجی مانند آنچه از طریق تماس با سلسله تانگ چین مشخص شده‌است، ابداع شد. بعداً، یک تقارن کیفی بین روح ژاپنی و چینی از این اصطلاح استخراج شد. نویسندگان سامورایی در دوره ادو از آن برای تقویت و حمایت از مفهوم افتخار و شجاعت بوشیدو استفاده کردند. ملی‌گرایان ژاپنی نیز به عنوان یکی از کلیدی‌ترین دکترین نظامی - سیاسی ژاپن در دوره شووا یاماتو-داماشی - «روح شجاع، جسور و غیر قابل تسخیر مردم ژاپن» را تبلیغ می‌کردند.